# 티모시 우드워드 주니어
티머시 우드워드 주니어(Timothy Woodward Jr., 1983년 10월 15일 ~ )는 미국의 배우, 영화 감독, 영화 제작자이다.

## 영화
- 파이널 샷 (2018년)
- 더 파이널 위시 (2018년)
- 히콕 (2017년)
- 알 카포네: 스카페이스의 전설 (2017년)
- 폭력의 근원 (2017년)
- 블랙 쉐도우 (2017년)
- 웨스턴 테이큰 (2016년)
- 디커미션드 (2016년)
- 웨포나이즈드 (2016년) - 잭 사이먼 역
- 24 아워스 (2015년)
- 체크메이트 (2015년)
- 레전드 (2015년)
- 좋은 놈, 나쁜 놈, 죽은 놈 (2015년)
- Throwdown (2014)
- 러브 포 세일 (2008년)